# 기독교화

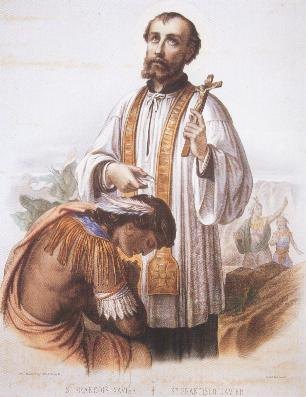
성 프란치스코 하비에르가 해외 아랍 함대에서 포르투갈인 탐험가의 보호를 추구하는 파르바스를 변환시키고 있다: "유순한 이교도"의 19세기 표현.

기독교화(基督敎化)는 기독교로의 개종 또는 한 번에 전체 그룹의 변환이다. 또한 기독교 사회의 강제 부과와도 관련 있을 수 있다. 다양한 전략과 기술이 늦은 고대 후기에서 중세에 걸쳐 기독교화 운동에 사용되었다: 승려 또는 성직자에 의한 복음화, 이미 부분적으로 기독교화 사회에서 유기적 성장, 또는 기독교 교회당에 이교도 사원의 변환 또는 이교도 신들과 관행의 비난으로 이교도에 대한 운동 등. 기독교화에 대한 주목할만한 전략은 인테르프레타티오 크리스티아나이다 - 대사명 기반의 선교 (복음 전도)에서의 기독교의 노력 때문에, 원시 이교도 관행과 문화, 이교도 종교 인상, 이교도 위치와 기독교 용도에 이교도의 달력을 변환하는 관행이다.

## 같이 보기
- 기독교로의 강제 개종
- 박해와 관용에 관한 기독교 토론
- 콘키스타도르
- 십자군
- 아메리카의 유럽 식민지화
- 고아 재판
- 문화화
- 선교
- 인도 속 선교
- 태평천국의 난
- 앵글로색슨 영국의 기독교화
- 영국의 기독교화
- 아일랜드의 기독교화
- 켈트인의 기독교화
- 로마 (남부) 프랑스의 기독교화
- 바이에른의 기독교화
- 네덜랜드의 기독교화
- 스위스의 기독교화
- 리투아니아의 기독교화
- 페로 제도의 기독교화
- 바스크인의 기독교화
- 아이슬란드의 기독교화
- 스칸디나비아의 기독교화
- 핀란드의 기독교화
- 키예프 루스의 기독교화
- 루스 카간국의 기독교화
- 폴란드의 기독교화
- 불가리아의 기독교화
- 아르메니아의 기독교화
- 고아의 기독교화
- 통가의 기독교화

다른 종교
- 이슬람화
- 유대화